# آنتونیو آگری
آنتونیو آگری (۵ مهٔ ۱۹۳۲ – ۱۷ اکتبر ۱۹۹۸) نوازنده ویولن، آهنگساز و رهبر ارکستر آرژانتینی بود که در هر دو ژانر تانگو و موسیقی کلاسیک فعالیت می‌کرد او در سیاست هم فعال بود.
از فیلم‌هایی که وی در آن نقش داشته است، می‌توان به تانگو اشاره کرد.